# كوك لا روك
كوك لا روك (بالإنجليزية: Coke La Rock) هو مغني وموسيقي أمريكي، ولد في 24 أبريل 1955 في جامايكا.